# 12 Concerti grossi, Opus 6
12 Concerti grossi Op.6 (Twelve Grand Concertos Op.6) HWV 319-330, ChA 30, HHA IV/14 – zbiór 12 koncertów na orkiestrę  skomponowanych przez Georga Friedricha Händla zaledwie w ciągu miesiąca (wrzesień-październik) w 1739. Zostały skomponowane w celu wykonywania ich podczas przerw w świeckich widowiskach, jakie kompozytor przygotowywał w sezonie 1739-1740. 

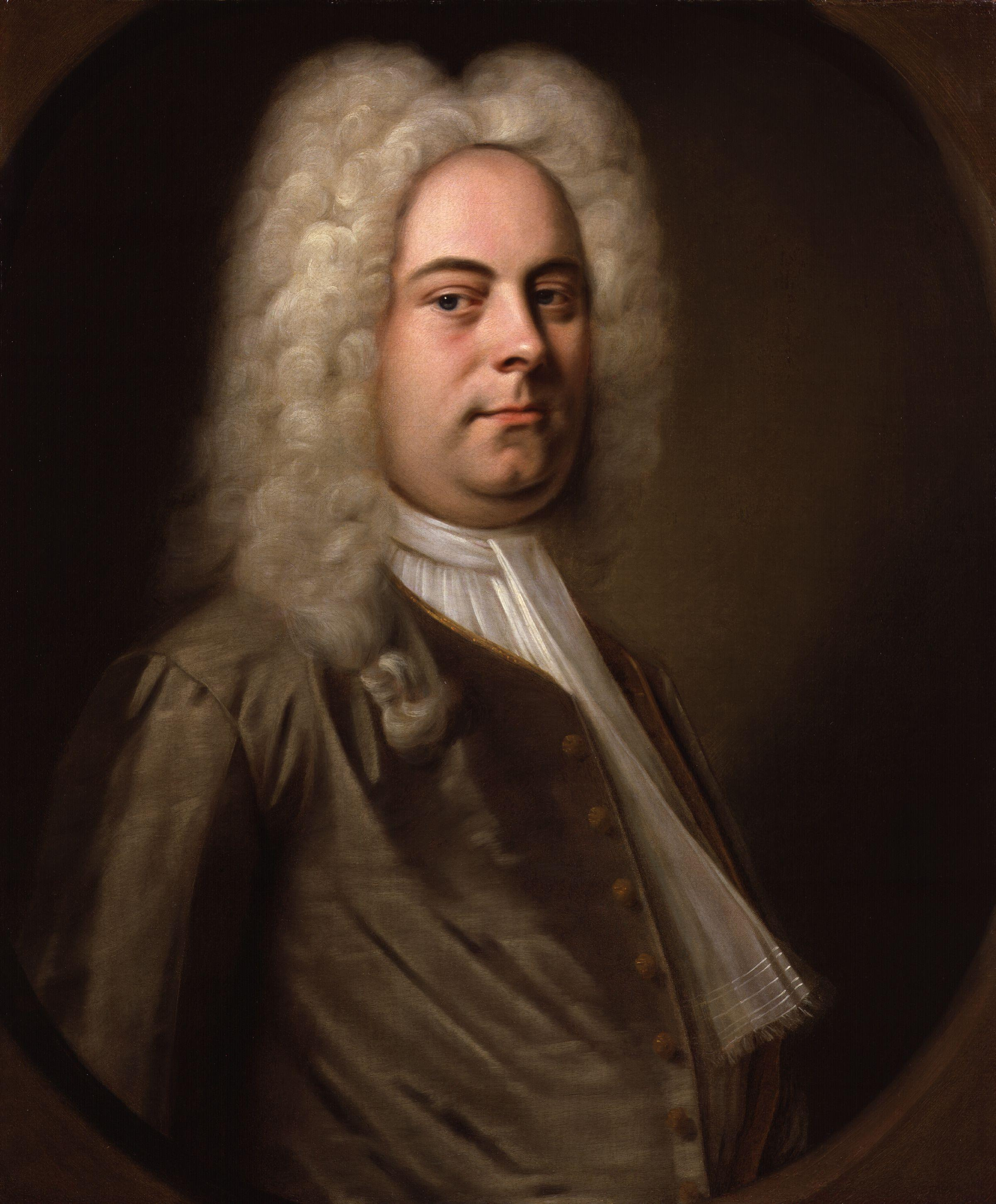
G.F. Händel, obraz Balthasara Dennera

- Concerto Nr.1 G-dur HWV 319 (29 września 1739)
- Concerto Nr.2 F-dur HWV 320 (4 października 1739)
- Concerto Nr.3 e-moll HWV 321 (6 października 1739)
- Concerto Nr.4 a-moll HWV 322 (8 października 1739)
- Concerto Nr.5 D-dur HWV 323 (10 października 1739)
- Concerto Nr.6 g-moll HWV 324 (15 października 1739)
- Concerto Nr.7 B-dur HWV 325 (12 października 1739)
- Concerto Nr.8 c-moll HWV 326 (18 października 1739)
- Concerto Nr.9 F-dur HWV 327 (26 października 1739)
- Concerto Nr.10 d-moll HWV 328 (22 października 1739)
- Concerto Nr.11 A-dur HWV 329 (30 października 1739)
- Concerto Nr.12 h-moll HWV 330 (20 października 1739)

(w nawiasie podano datę ukończenia utworu)